# Olatz Salvador Zaldua
Olatz Salvador Zaldua (Sant Sebastià, 1990) és una compositora i música basca.
Des de petita ja va estar envoltada de música. I també es deia que abans de començar a parlar, ja demostrava un caràcter bromista. És filla i neboda dels pianistes Iñaki Salvador i Eduardo Salvador. L'any 2010 començaria a actuar amb el grup de música Skakeitan en el qual tocaria els teclats i faria veus corals, participant en diversos festivals de música. A partir del 2014 començaria la seva carrera en solitari. Els seus amics ja havien escoltat cançons seves que havia escrit per fer publicitat. Als concerts s'acompanya de guitarres, i acostuma a tocar concerts acústics. Participa en la xarxa de músiques femenines GEU Elkartea del País Basc, promoguda per la visibilitat de les dones el 2017.

## Discografia
- Zarautz Zuzenean (2017)[12]
- Zintzilik (2018, Airaka)[13][14]
- Aho uhal (2021)[15]